# انتشارات سروش
انتشارات سروش متعلق به سازمان صدا و سیمای جمهوری اسلامی ایران است که در سال ۱۳۴۶ آغاز به کار کرده‌است. شرکت انتشارات سروش، وارث نام و آثار واحد انتشارات سروش است که یکی از واحدهای سازمان صداوسیمای جمهوری اسلامی ایران بوده‌است.
مبنای شکل‌گیری این واحد، انتشار مجلهٔ هفتگی «سازمان رادیو و تلویزیون ملی ایران» به نام «تماشا» و تشکیل «واحد انتشارات تماشا» بود. اولین شمارهٔ مجله «تماشا» در ۲۷ اسفند ۱۳۴۶ منتشر و در سطح تهران و شهرستان‌ها توزیع شد. انتشار مجلهٔ مذکور و چاپ کتاب‌های رادیو و تلویزیونی تا سال ۱۳۵۶ ذیل همین عنوان ادامه داشت.
در این سال نام انتشارات به «سروش» تغییر یافت و شمارهٔ ۳۹۵ مجلهٔ مذکور در ۳۰ خرداد ۱۳۵۶ با نام «سروش» منتشر شد. شمارهٔ ۴۳۵، آخرین شمارهٔ قبل از انقلاب «سروش» بود.
سروش جدید با شمارهٔ یک در ۱۸ اردیبهشت ۱۳۵۸ منتشر شد و انتشار آن تا امروز ادامه دارد. شمارهٔ این مجله تا پایان آذر ۱۳۹۸ به شمارهٔ ۱۶۸۳ رسید.
در طی دورهٔ جدید، تجربه‌های دیگری برای چاپ مجلاتی به زبان‌های انگلیسی، فرانسوی و عربی حاصل شد که تداوم نیافت. «شرکت انتشارات سروش» در آبان ماه ۱۳۷۴ به ثبت رسید.
انتشار مجلهٔ سروش کودکان از شهریور ۱۳۷۰ آغاز شد.
شروع انتشار روزنامهٔ جام‌جم (پیش‌شماره در روز ۱۶ فروردین ۷۹) در انتشارات سروش بود و قبل از استقلال به صورت شرکت انتشارات جام‌جم، تا آخرین شمارهٔ سال ۱۳۸۲ آن در سروش منتشر شد.
شرکت دولتی انتشارات سروش در آبان ماه ۱۳۷۴ به ثبت رسید.

## تاریخچه
مبنای شکل‌گیری این واحد، انتشار مجلهٔ هفتگی «سازمان رادیو و تلویزیون ملی ایران» به نام «تماشا» و تشکیل «واحد انتشارات تماشا» بود. نخستین شمارهٔ مجلهٔ «تماشا» در اسفند ماه ۱۳۴۶ منتشر و در سطح تهران و شهرستان‌ها توزیع شد. انتشار مجلهٔ مذکور و چاپ کتاب‌های رادیو و تلویزیونی تا سال ۱۳۵۶ ذیل همین عنوان ادامه داشت.
در این سال نام انتشارات به «سروش» تغییر یافت و شمارهٔ ۳۹۵ مجلهٔ مذکور در ۳۰ خرداد ۱۳۵۶ با نام «سروش» منتشر شد. شمارهٔ ۴۳۵، آخرین شمارهٔ پیش از انقلاب «سروش» بود.
سروش جدید با شمارهٔ یک در اردیبهشت ۱۳۵۸ منتشر شد و انتشار آن تا امروز ادامه دارد. شمارهٔ این مجله در مرداد ۱۳۹۰ از ۱٬۵۰۰ عبور کرد. در طی دورهٔ جدید، تجربه‌های دیگری برای چاپ مجلاتی به زبان‌های انگلیسی، فرانسوی و عربی حاصل شد که تداوم نیافت.
«شرکت انتشارات سروش» در آبان ماه ۱۳۷۴ به ثبت رسید.

## انتشارات
سروش بیش از ۱۷۰۰ عنوان کتاب در موضوعات مختلف از جمله در حوزه‌های ارتباطات، هنر، رسانه، مذهبی، تاریخی و کودک و نوجوان منتشر کرده‌است.
برخی از کتاب‌های سروش چندین‌بار تجدیدچاپ شده‌اند که از آن جمله می‌توان به کتاب دختران آفتاب و مبادی سواد بصری اشاره کرد.

## نشریات
نشریات سروش به‌صورت هفته‌نامه و ماهنامه منتشر می‌شوند. این نشریات عبارتند از: سروش هفتگی، سروش کودکان، سروش خردسالان و سروش نوجوان.

### ترجمه‌ها
اساطیر یونان

## چاپخانه
چاپخانهٔ انتشارات سروش که از سال ۱۳۷۲ شروع بکار نموده، دارای دستگاه‌هایی است که از هر لحاظ می‌تواند پاسخگوی نیاز مشتریان خود باشد.
استراتژی چاپخانهٔ انتشارات سروش باتوجه به دستگاه‌های موجود و نیروی انسانی متخصص و پرسابقه براین است که سفارشات ارائه شده را درکمترین زمان ممکن و با کیفیت مناسب به مشتریان خود تحویل دهد.
یکی دیگر از ویژگی‌های چاپخانهٔ انتشارات سروش تکمیل بودن بخش‌های لیتوگرافی، چاپ و صحافی است که همگی در یک مجموعه تأسیس گردیده (تامشتریان در کم‌ترین زمان به کتاب مورد نیاز خود دست پیداکنند.

### تجهیزات
- دستگاه ۲ ورقی ۴ رنگ هایدلبرگ
- دستگاه ۲ ورقی ۲ رنگ هایدلبرگ
- دستگاه ۴/۵ ورقی ۲ رنگ zp، هایدلبرگ
- دستگاه gto تک رنگ، هایدلبرگ
- دستگاه لترپرس هایدلبرگ
- خط صحافی مفتول (مولر مارتینی)
- خط صحافی چسب گرم
- دستگاه‌های برش پلار ۹۲ و ۱۳۷
- دستگاه تا کُنی هایدلبرگ ۴/۵ ورقی
- ماشین ته دوخت

چاپخانهٔ سروش در مجموعهٔ غزالی قرار دارد و از اولین چاپخانه‌های مدرن در دهه هفتاد شمسی کشور بوده‌است.

## فروشگاه
ترنجستان سروش اواخر آبان ۱۳۹۱ با همکاری انتشارات سروش و شرکت ترنج در خیابان انقلاب راه‌اندازی شد و یک فروشگاه در ساختمان اصلی سروش واقع در خیابان مطهری نیز کتاب‌های سروش را عرضه می‌کند.

## شبکه های اجتماعی
انتشارات سروش در شبکه های اجتماعی بله، تلگرام، اینستاگرام و سایت آپارات با نشانی soroshpub فعالیت دارد.